# Maciej z Egeru
Maciej z Egeru (zm. po 14 października 1380) – duchowny rzymskokatolicki, prawdopodobnie pochodzenia węgierskiego, pełnił funkcję kanonika w mieście Eger. W 1375 mianowany arcybiskupem metropolitą halickim, nie przyjął sakry biskupiej, oczekując na przeniesienie stolicy metropolii do Lwowa.